# Filippo Maria Resta
Filippo Maria Resta (Milano, 24 agosto 1661 – Alessandria, 31 marzo 1706) è stato un vescovo cattolico italiano.

## Biografia
Figlio del notaio e cancelliere provinciale Giacomo Antonio Resta (proprietario di diversi beni in Milano, Villapizzone e Vittuone), e di sua moglie Margherita di Giulio Lonati, a Filippo Maria Resta venne prospettata ancora molto giovane la carriera ecclesiastica assieme al fratello Giulio. Per questo scopo entrò nella congregazione dei Canonici Lateranensi ove venne nominato sacerdote nel 1684 ed in breve tempo riuscì ad ottenere il titolo di abate.
Grazie alla fortuna accumulata dapprima dal padre e poi dal fratello Giambattista (il quale aveva ottenuto il titolo di marchese per volontà del Duca di Parma nel 1678), venne nominato ben presto vescovo di Alessandria nel 1704, facendolo ordinare il 21 dicembre quello stesso anno, succedendo al vescovo Carlo Ottaviano Guasco, trasferito alla sede episcopale di Cremona. Prese contestualmente possesso della diocesi attraverso l'arcidiacono della cattedrale, mons. Giuseppe Gavigliani, ma data la sua breve permanenza al governo della diocesi non riuscì a portare a termine nemmeno la visita pastorale che stava pianificando per l'anno in corso.
Morì ad Alessandria il 31 marzo 1706, all'età di 44 anni. Venne sepolto nella cattedrale di Alessandria, presso l'altare maggiore, in cornu evangeli.